# Deutschschweiz

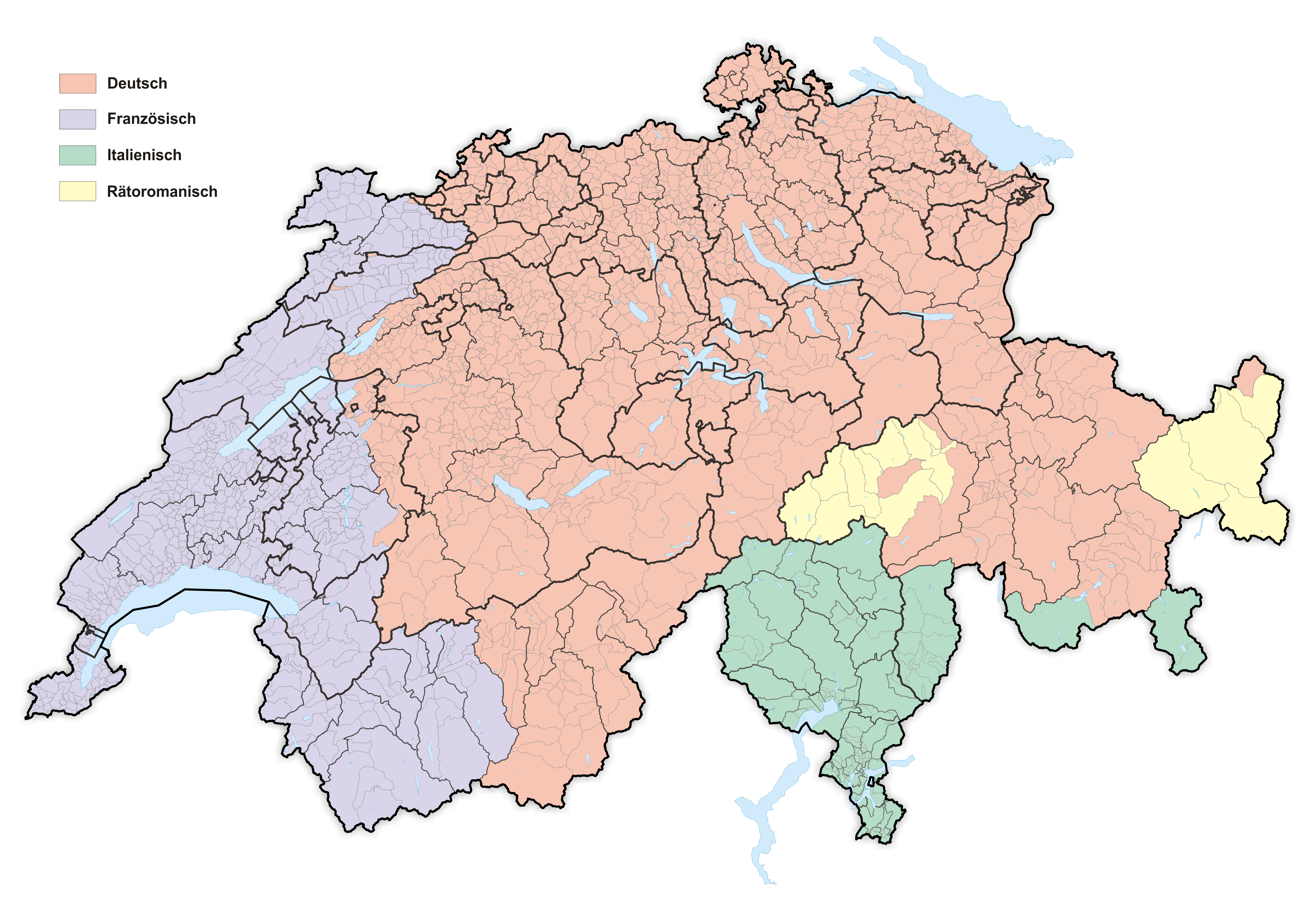
Sprachgebiete der Schweiz – Mehrheitsverhältnis nach der BFS-Erhebung 2010; Karte mit einem Gemeindebestand per 1. Januar 2025
Deutsch
(65,6 % der Bevölkerung; 73,3 % der Schweizer)
Französisch
(22,8 % der Bevölkerung; 23,4 % der Schweizer)
Italienisch
(8,4 % der Bevölkerung; 6,1 % der Schweizer)
Rätoromanisch
(0,6 % der Bevölkerung; 0,7 % der Schweizer)

Mit den Begriffen Deutschschweiz oder deutsche Schweiz wird ein die Kantonsgrenzen überschreitendes Gebiet der Schweiz mit einer überwiegend Deutsch bzw. Schweizerdeutsch sprechenden Bevölkerung («Deutschschweizer») umschrieben. Etwa 65 Prozent des Territoriums der Schweiz (die Nordwestschweiz, die Ostschweiz, Teile des Mittellandes, die Zentralschweiz sowie grosse Teile der Schweizer Alpen) werden zur Deutschschweiz gezählt. Die anderen Sprachgebiete der Schweiz werden als Romandie, italienische Schweiz und rätoromanische Schweiz bezeichnet.
In der Deutschschweiz leben rund 5,9 Millionen Menschen (ungefähr 66 Prozent der schweizerischen Gesamtbevölkerung), ein grosser Teil von ihnen in den Metropolräumen Zürich, Basel und Bern.

## Sprachen

### Alltagsprache
Als Alltagsprache wird zumeist Schweizerdeutsch, eine Sammelbezeichnung für die in der Deutschschweiz gesprochenen alemannischen Dialekte, gesprochen. Schweizer Hochdeutsch wird im Alltag kaum gesprochen, zumeist eher zur Verständigung mit oder unter Personen, die des Schweizerdeutschen nicht mächtig sind, so mit Bewohnern der Romandie, der italienischen Schweiz und mit Auswärtigen oder zugezogenen Personen. Während im übrigen alemannischen Sprachraum das Standarddeutsche die Ortsdialekte vielfach als vorrangige Sprachvarietät verdrängt hat, werden die schweizerdeutschen Dialekte in fast allen Gesprächssituationen vorrangig benutzt. In diesem Zusammenhang beschrieb der Deutschschweizer Schriftsteller Hugo Loetscher in einem Essay die Sprachsituation der Deutschschweizer als «zweisprachig innerhalb der eigenen Sprache».

### Gebärdensprache
In der Deutschschweiz wird die Deutschschweizer Gebärdensprache (DSGS) eingesetzt. Falls Lehnwörter in Einsatz kommen, so werden dort bevorzugt Wörter der in der Romandie genutzten Langue des signes Suisse romande (LSF-SR) verwendet, weniger solche der Deutschen Gebärdensprache (DGS) oder der Österreichischen Gebärdensprache (ÖGS), mehr die nationalen Grenzen sind also entscheidend, weniger die Lautsprachgrenzen. Die DSGS ist eine eigenständige Sprache, deren Familienzugehörigkeit unklar ist (französisch oder deutsch).

### Amtssprache
Die Sprachregionen der Schweiz bilden an sich keine administrativen Einheiten. Auch die Kantonsgrenzen sind keine Sprachgrenzen, somit hat die Schweiz eine weitere Vielfalt: Kantone mit mehreren gesprochenen Sprachen und Amtssprachen. Der Status der Sprachen in der Schweiz ist auf Kantonsebene geregelt. In 17 der 26 Kantone ist aufgrund der Bevölkerungsstruktur Schweizer Hochdeutsch die alleinige Standard- und Amtssprache. In vier weiteren Kantonen zählt das Schweizer Hochdeutsch zu den offiziellen Sprachen:
- In den Kantonen Bern, Freiburg und Wallis gelten Französisch und Schweizer Hochdeutsch als Amtssprachen.
- Im Kanton Graubünden gilt Schweizer Hochdeutsch neben Rätoromanisch und Italienisch ebenfalls als Amtssprache, da mehr als die Hälfte der Bevölkerung Varietäten des Schweizerdeutschen sprechen.

## Kulturgrenzen
Die romanisch-germanische Sprachgrenze zwischen Schweizerdeutsch bzw. Schweizer Hochdeutsch in der Deutschschweiz und dem Schweizer Französisch in der französischen Schweiz wird auch als Röstigraben bezeichnet. Etwas östlich davon soll nach Meinung einiger Volkskundler die heute allerdings hinterfragte Brünig-Napf-Reuss-Linie eine weitere Kulturgrenze markieren.
Im Schulwesen lehren die Deutschschweizer Kantone Basel-Stadt, Basel-Landschaft und Solothurn sowie die deutschsprachigen Regionen der Kantone Bern, Wallis und Freiburg Französisch als erste obligatorische Fremdsprache in der Primarschule. Im deutschsprachigen Teil Graubündens wird zuerst Italienisch eingeführt, und in den restlichen deutschsprachigen Kantonen wird zuerst Englisch und dann Französisch (nur im Kanton Uri Italienisch als Wahlpflichtfach noch vor Französisch) unterrichtet.

## Kultur
Die Deutschschweiz bildet – wie auch die französischsprachige Romandie – keinen einheitlichen Kulturraum. Das Kulturleben des Landesteils ist stark durch den Austausch mit der lateinischen Schweiz und von den vielen einheimischen Lokalbräuchen geprägt. Wie bei allen grossen Sprachregionen des Landes orientiert sich das Kultur- und Geistesleben der Deutschschweiz in grossem Masse auch am Rest der deutschsprachigen Sphäre.

### Museen
Zu den wichtigsten Museen der Deutschschweiz zählen gemeinhin:

#### Kunst

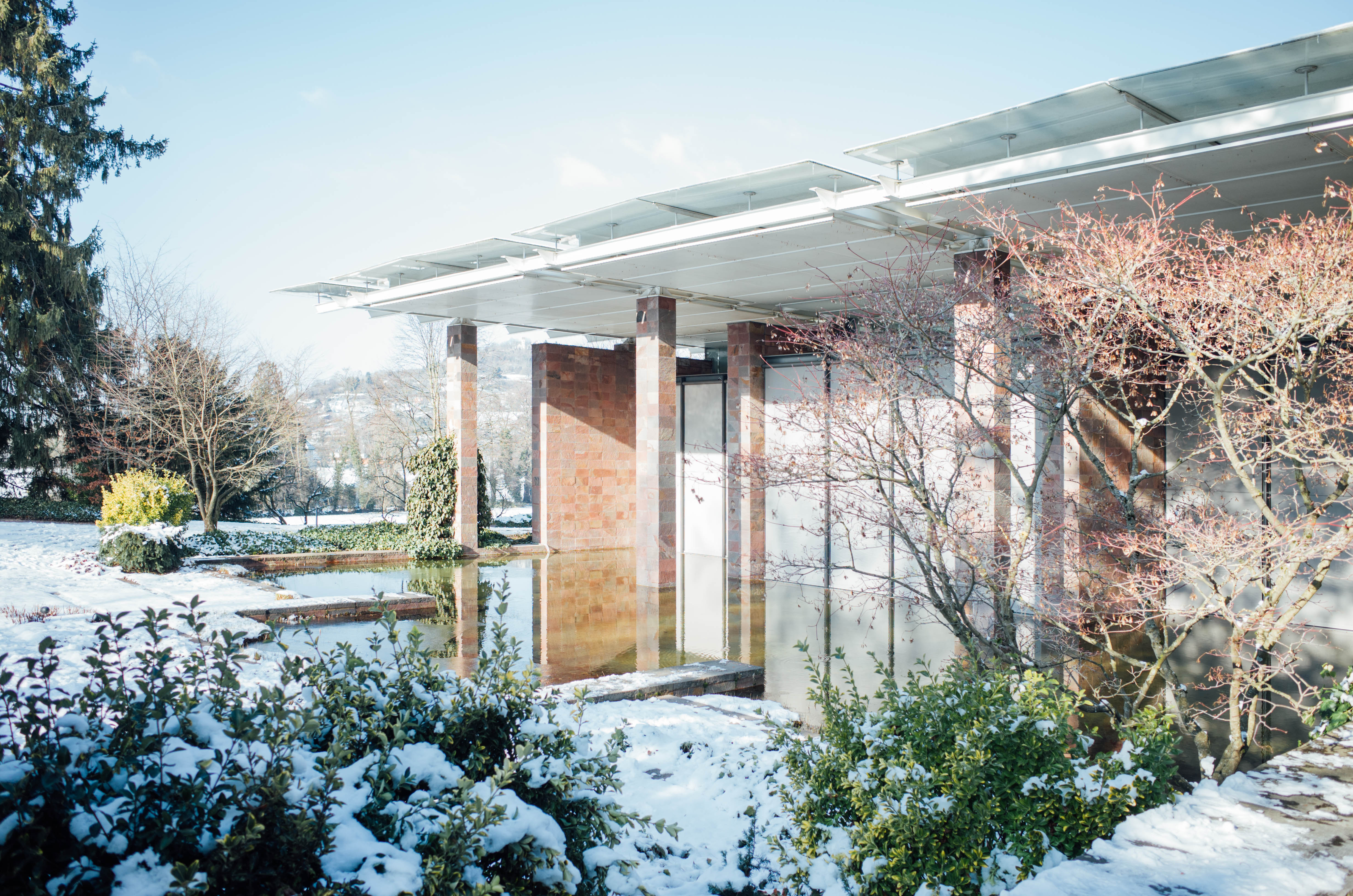
Fondation Beyeler in Riehen b. Basel, meistbesuchtes Kunstmuseum der Schweiz
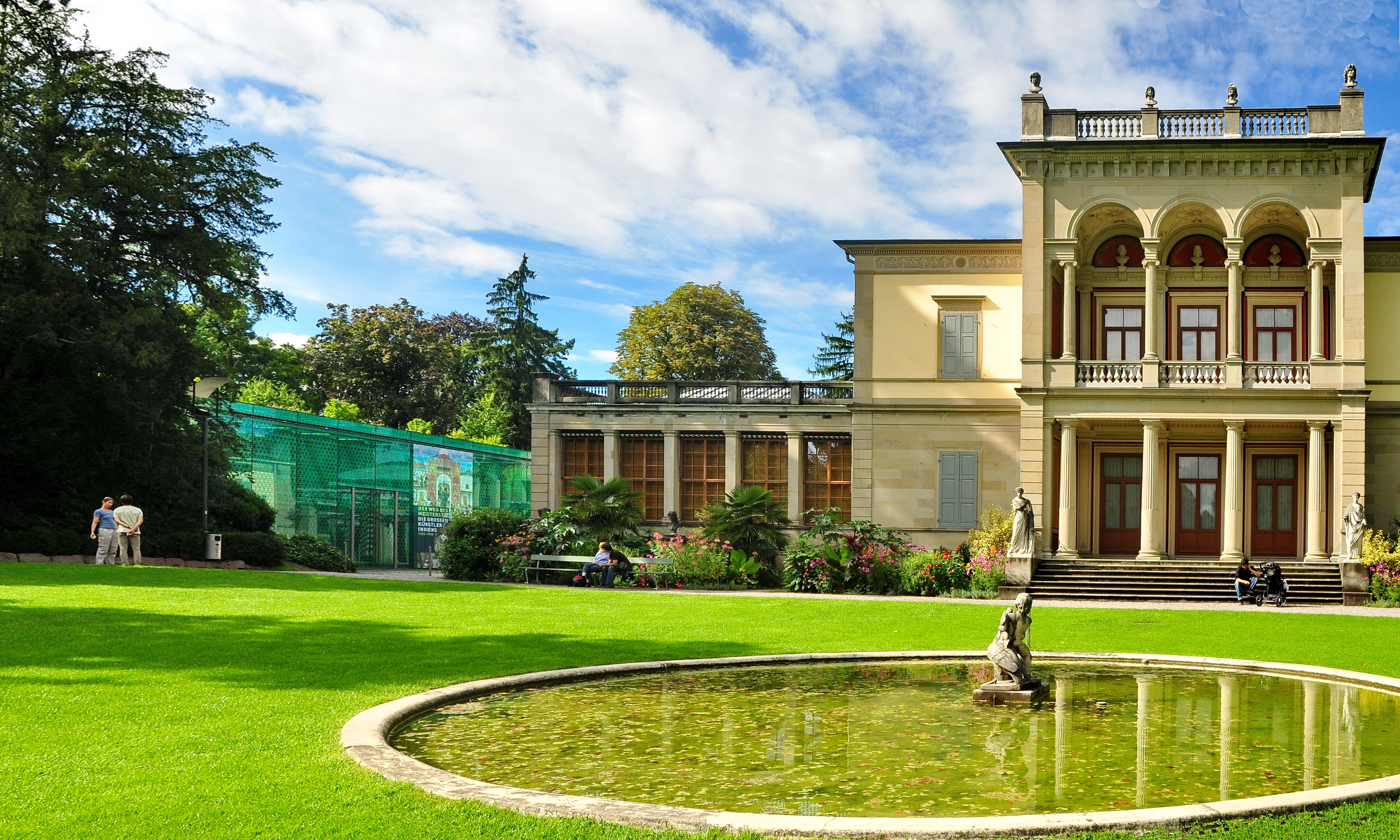
Museum Rietberg in Zürich, grösstes Museum für aussereurop. Kunst des Landes

Das Kunstmuseum Basel (ältestes und grösstes Kunstmuseum des Landes sowie erste öffentliche Kunstsammlung Europas), die Fondation Beyeler im Basler Vorort Riehen, welches als meistbesuchtes Kunstmuseum der Schweiz gilt und vor allem für ihre Ausstellungen im Bereich der Klassischen Moderne international renommiert ist. Daneben spielen im Kunstleben der Stadt auch die Kunsthalle Basel (Gründung im Jahr 1872 und somit erste Kunsthalle der Schweiz), welche sich als Dialogsplattform für zeitgenössische Kunst etabliert hat, und das von Herzog & de Meuron im Basler Vorort Münchenstein entworfene Schaulager eine wichtige Rolle mit nationaler und internationaler Strahlkraft. Zu nennen ist weiter das Museum Tingueley, das sich in seinen Ausstellungsräumen mit den Werken des gleichnamigen Künstlers Jean Tingueley befasst. In Zürich hingegen befinden sich als Häuser mit hoher internationaler Ausstrahlung das auf das Jahr 1797 zurückgehende Zürcher Kunsthaus, das seinen Fokus u. a. auf Edvard Munch (grösste Sammlung des norwegischen Malers ausserhalb Norwegens) legt sowie beispielsweise die bedeutendste und umfangreichste Werksammlung Alberto Giacomettis des Landes ausstellt. Der heutige Bau am Heimplatz geht auf das Jahr 1910 zurück und wurde vom Schweizer Architekten Karl Moser gebaut. Auf der anderen Seite gilt die Stiftung Sammlung E. G. Bührle als bedeutendste Kunstausstellungsfläche in der Stadt. Von grosser Bedeutung ist zudem das Museum Rietberg in Zürich-Enge als grösster Ausstellungsort aussereuropäischer Kunst der Schweiz.

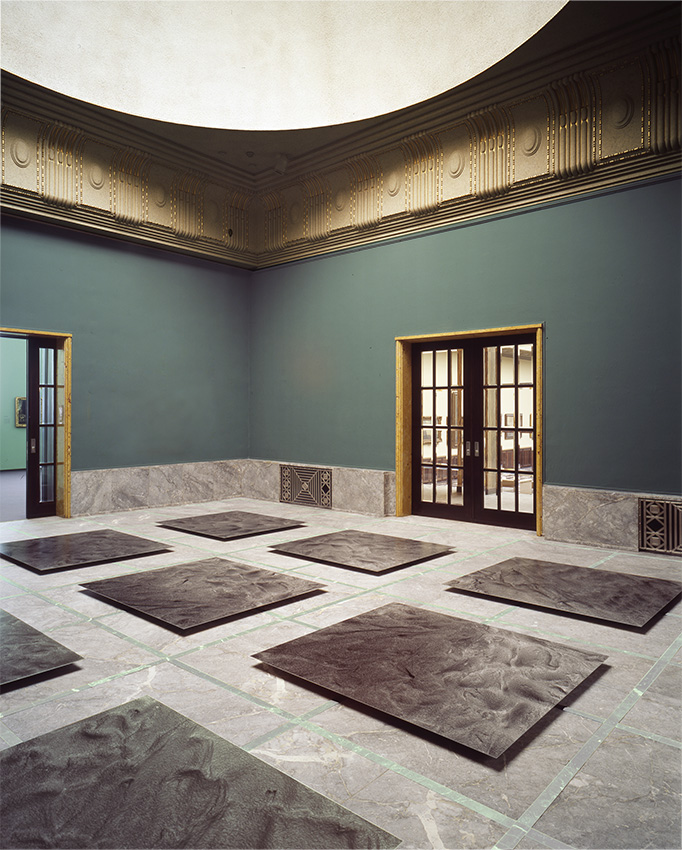
Der Böcklin-Saal im Kunsthaus Zürich, Boden-Installation von Hans Danuser (2000–2006)

In der Bundesstadt Bern befinden sich hingegen das 1879 eröffnete Kunstmuseum Bern (Schwerpunkt auf Klassischer Moderne, wobei die Sammlung von der Gotik bis zur Gegenwart reicht) als auch das Zentrum Paul Klee. Weltweite Bekanntheit erlangte durch zahlreiche Ausstellungen zeitgenössischer Kunst zudem auch die Kunsthalle Bern, welche auf das Jahr 1918 zurückgeht. Die Stadt Winterthur im Kanton Zürich ist für das Kunstmuseum Winterthur sowie für die Sammlung Oskar Reinhart «Am Römerholz», die dem Bund angegliedert ist, für die Fotostiftung Schweiz und für die Sammlung Hahnloser über die Landesgrenzen hinaus bekannt. In der Ostschweiz stellt hingegen das Kunstmuseum St. Gallen die wichtigste kulturelle Einrichtung für Kunst der Region dar. Das Museum geht auf das Jahr 1877 zurück und legt den Schwerpunkt seiner Sammlung auf die niederländische Malerei des 17. Jahrhunderts, die Kunst des 19. Jahrhunderts aus der Schweiz, Deutschland und Frankreich, die Appenzeller Bauernmalerei sowie die internationale Kunst der Moderne.
Als Kunstmuseen von regionaler resp. nationaler Bedeutung des Landesteils zählen das Kunstmuseum Solothurn (Gründung: 1902) sowie das 1933 eingerichtete Kunstmuseum Luzern, das sich heute im KKL-Bau von Jean Nouvel befindet.

#### Geschichts- und Kulturkunde
Der deutschschweizerische Sitz des Schweizerischen Nationalmuseums in Zürich aus dem Jahr 1898 befasst sich in seinen Ausstellungsräumen mit der Geschichte und Kultur der Schweiz über die Jahrhunderte hinweg und zählt als das meistbesuchte Museum der Schweiz. Von grosser nationaler Bedeutung ist zudem die auf das Jahr 719 zurückgehende Stiftsbibliothek St. Gallen, welche die grösste Klosterbibliothek des Landes und seit 1983 UNESCO-Weltkulturerbe ist. Von nationaler Geltung sind auch das Historische Museum Basel, das Naturhistorische Museum Basel, das Bernische Historisches Museum (zweitgrösstes Historisches Museum der Schweiz), das Schloss Frauenfeld, das Museum der Kulturen Basel sowie das Verkehrshaus der Schweiz in Luzern. Im Bereich der Archäologie ist die Ausstellungsfläche der Augusta Raurica (Augst, Kanton Basel-Landschaft) sowie das Museum für Archäologie des Kantons Thurgau in Frauenfeld von Geltung. Das Freilicht-Museum Ballenberg in Hofstetten b. Brienz (Kanton Bern) hat als ethnographisches Museum des Landes ebenfalls eine gewisse Bedeutung.

### Kulturschaffende

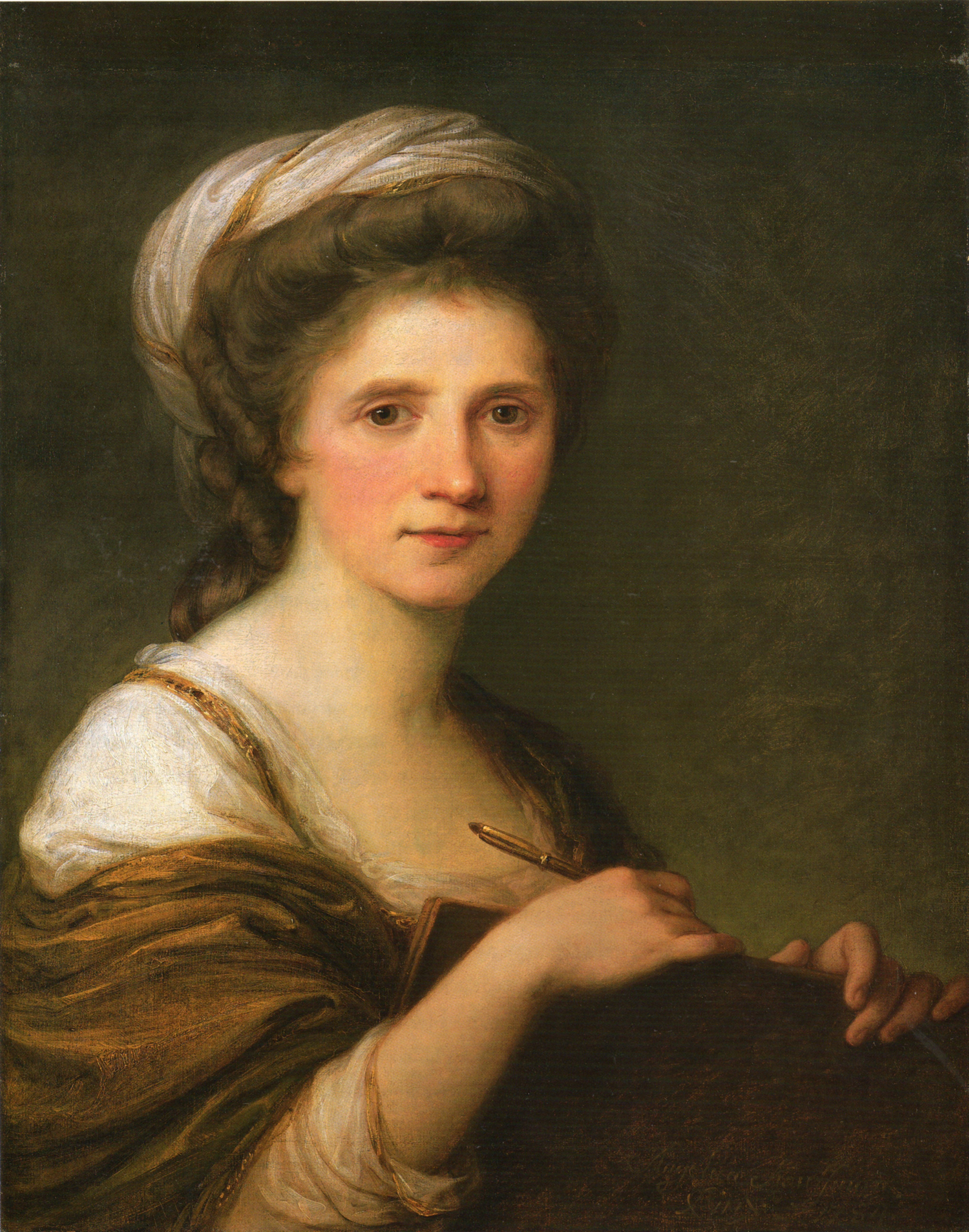
Angelika Kaufmann
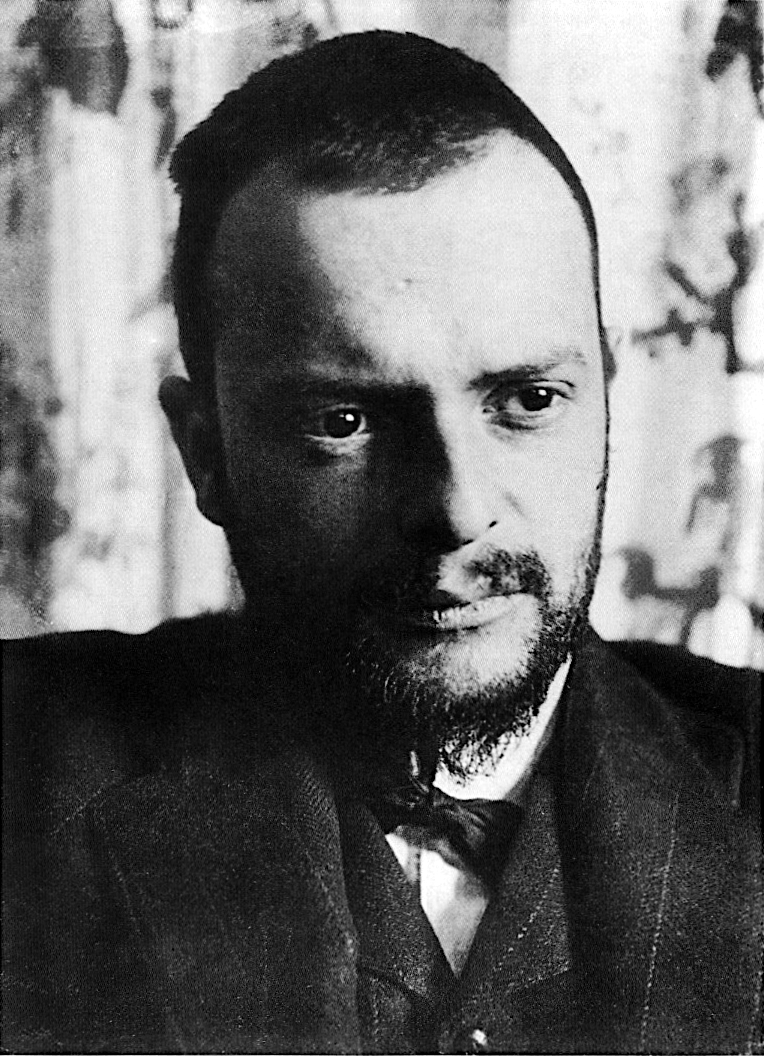
Paul Klee
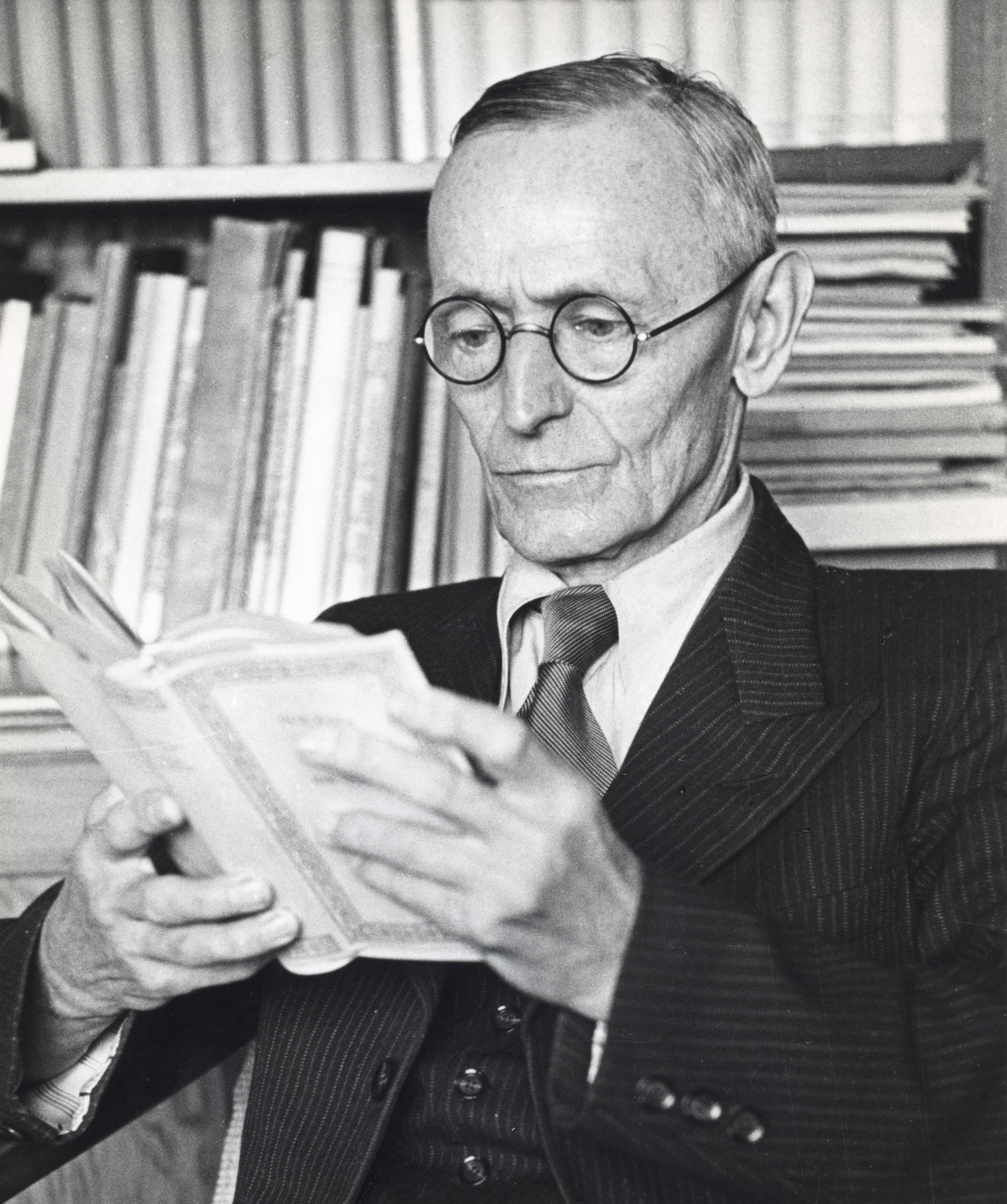
Hermann Hesse
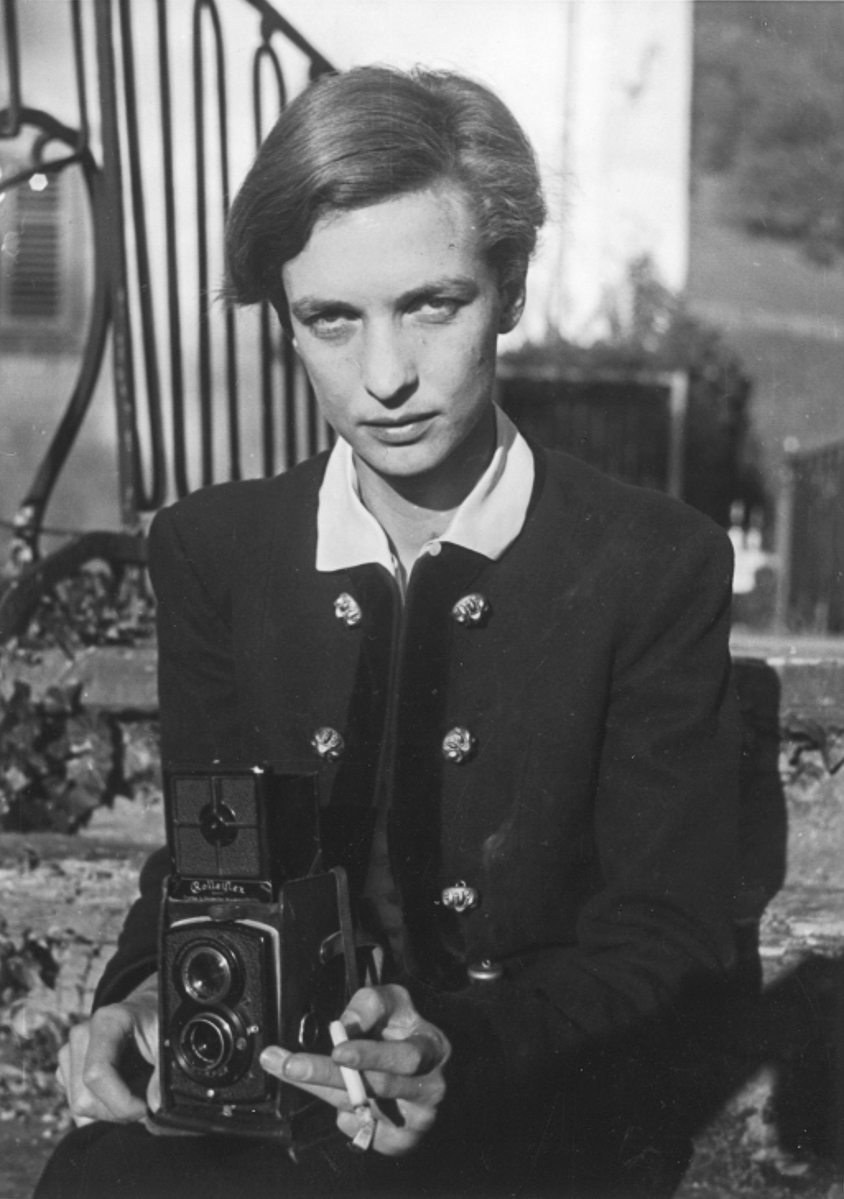
Annemarie Schwarzenbach

Zu den in Gedächtnis und Rezeption als bedeutend erachtenden Kulturschaffenden des Landesteils zählen u. a. (zeitlich geordnet):
Hans Holbein d. J. aus Basel, der im Zeitraum der Reformation und Renaissance internationales Renommee erlangte, und in Bern Niklaus Manuel. Im 18. Jahrhundert wird dann vornehmlich auch der Bündner Malerin Angelika Kaufmann eine hohe internationale Strahlkraft zugesprochen. Schliesslich kommen dann der Schriftsteller und Lyriker des Realismus Conrad Ferdinand Meyer in Zürich zu internationaler Bekanntheit, der im Zeitraum des 19. Jahrhunderts neben den Schriftstellern Jeremias Gotthelf, Gottfried Keller und Johanna Spyri zu den bedeutendsten deutschschweizerischen Kulturschaffenden überhaupt zählt. Später tritt dann auch der Schriftsteller Robert Walser (Geburt in zweisprachiger Stadt Biel) zu den grossen Schriftstellern deutscher Zunge des Landes.
Im Bereich der bildenden Künste sind in der zweiten Hälfte des 19. Jahrhunderts vor allem die Berner Ferdinand Hodler (der zeitlebens auch eine enge Bindung zur Westschweiz pflegte) und Albert Anker, der aus Basel stammende Arnold Böcklin sowie der in Solothurn geborene Cuno Amiet zu nennen.
Im 20. Jahrhundert zählen dann im Bereich der Literatur vor allem Friedrich Dürrenmatt (der sich später allerdings im Kanton Neuenburg niederlässt) sowie Max Frisch zu den grössten Kulturschaffenden deutscher Sprache des Landes, beide Autoren gelten gemeinhin als literarischer Spiegel der Deutschschweiz ihrer Zeit. In kleinerem Rahmen stimmt dies später auch für Adolf Muschg oder Hugo Loetscher. Im Bereich der Kunst sind in erster Linie die Namen von Hans Arp, Sophie Taueber-Arp, Max Bill, Paul Klee (Geburt bei Bern), Meret Oppenheim, Pipilotti Rist oder Irène Zurkinden zu nennen.
Ab dem 20. Jahrhundert wird die Schweiz im Allgemeinen (aber vor allem auch der Bereich der Deutschschweiz aufgrund der Sprachverwandtschaft) für Kulturschaffende aus dem deutschsprachigen Raum als Exil- und Auswanderungsstätte in gesteigertem Masse von Bedeutung. Zu erwähnen sind die Namen von Hermann Hesse (später Niederlassung im Kanton Tessin), Else Lasker-Schüler (Zürich), Ernst Ludwig Kirchner (Davos, Kanton Graubünden), Franz Marc oder die Mitglieder der Literatenfamilie Mann an den Ufern des Zürichsees, wobei Erika und Klaus Mann die Stadt Zürich auch zur Wirkungsstätte des Kabaretts Die Pfeffermühle machen. Das Geschwisterpaar war in Zürich wiederum eng mit der aus Thalwil stammenden Autorin und Photographin Annemarie Schwarzenbach verbunden. Auf der anderen Seite absolvieren beispielshalber auch Walter Benjamin und Gerschom Scholem an der Universität Bern ihr Studium in den 1920er Jahren.

## Hochschulwesen
Insgesamt finden sich in der Deutschschweiz sechs Volluniversitäten in Basel, Bern, Luzern, St. Gallen, Zürich und die zweisprachige Universität Freiburg i. Üe. sowie der deutschschweizerische Sitz der Eidgenössischen Technischen Hochschule in Zürich.

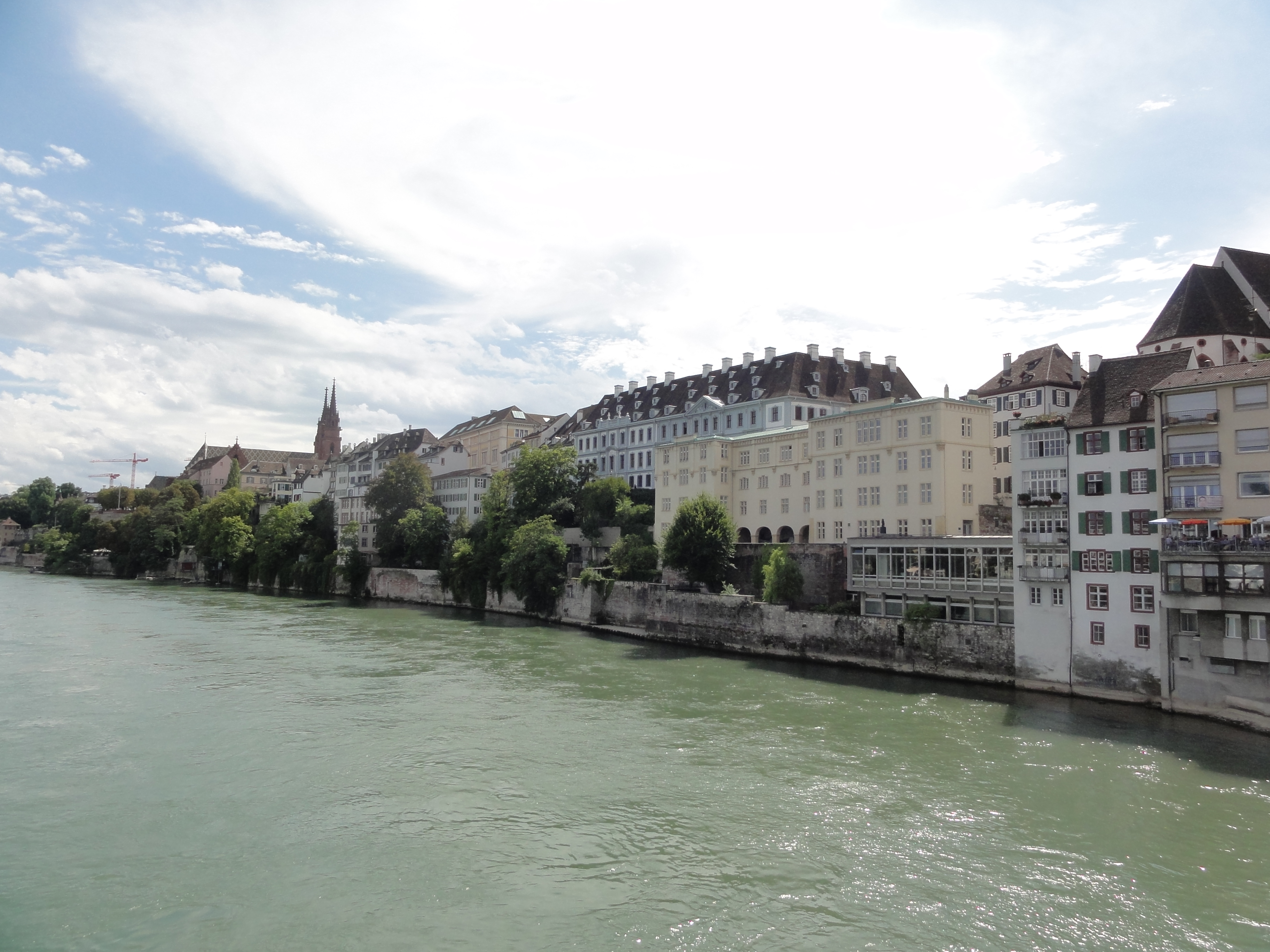
Universität Basel (1460), älteste Universität der Schweiz und eine der Geburtsstätten des europ. Humanismus
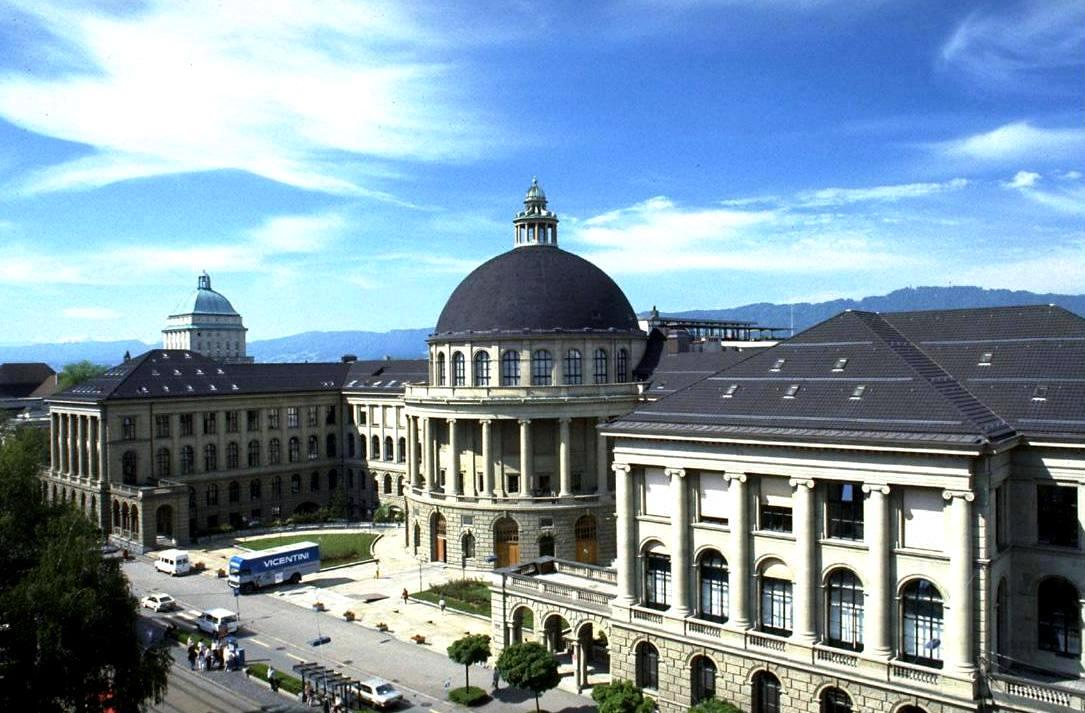
ETH Zürich (1855), gemeinhin zu den renommiertesten Universitäten der Welt gerechnet

Die Universität Basel wurde im Jahr 1460 gegründet und ist somit die älteste Universität der Schweiz. Sie war bis zum 19. Jahrhundert die einzige Hochschule mit Universitätsstatus der heutigen Schweiz. Die Universität zählt gemeinhin zu den Geburtsstätten des europäischen Humanismus und ist unter anderem mit Erasmus von Rotterdam, Paracelsus, Jacob Burckhardt, Friedrich Nietzsche, Marion Gräfin Dönhoff, Karl Jaspers oder Karl Barth verbunden. Insgesamt haben an der Universität mit ihren rund 13'000 Studierenden (Stand: 2021) neun Nobelpreisträger und zwei Schweizer Bundespräsidenten studiert resp. gelehrt.
Die Universität Bern wurde im Jahr 1834 nach dem Zusammenbruch der alten patrizischen Politverhältnisse im Kanton von der neuen liberalen Regierung nach dem Humboldt’schen Bildungsideal gegründet. Ihr gingen die Fakultäten für Medizin, Theologie und Jura aus der Akademie von 1805, und die Akademie der freien Künste aus dem Jahr 1528 voraus. Es nahmen hier unter anderem Albert Einstein eine Lehrbefugnis für theoretische Physik sowie Theodor Kocher (Nobelpreis für Chirurgie) eine Professur an der Medizinischen Fakultät an. Die Universität zählt heute knapp 18'000 Studierende und ist somit die zweitgrösste Volluniversität der Schweiz.
Die Universität Luzern, im Jahre 2000 gegründet, ist die jüngste unter den schweizerischen Universitäten und zählt zu den kleinsten. Sie wird allgemein als Nachfolge des Jesuitenkollegiums Luzern gesehen, das 1574 gegründet wurde, nachdem die Universität Basel im Zuge der Reformation als Bildungsstätte für die katholische Elite verloren ging. Die Gründung der Universität Freiburg i. Üe. 1889 vereitelte dann Luzerns Chance auf die Erweiterung des Jesuitenkollegiums zu einer katholischen Universität, dennoch gilt die theologische Fakultät als Ausgangspunkt für die Entwicklung der späteren Universität. Die Universität Luzern wird zurzeit von knapp 3'000 Studierenden besucht.
Die Universität St. Gallen Ende des 19. Jahrhunderts ursprünglich als Handelsakademie und Verkehrsschule St. Gallen gegründet, ändert im Jahre 1963 ihren Namen zu Hochschule für Wirtschafts- und Sozialwissenschaften St. Gallen (HSG). Die Anzahl der dort Studierenden beträgt heute gut 6'500, womit die Universität zu den kleineren schweizerischen Hochschulen gehört. Der Schwerpunkt in der Lehre wird auf die Ausbildung von Fach- und Führungskräften in den Bereichen Wirtschaft, öffentliche Verwaltung und Rechtspflege gelegt. Im THE-Ranking 2018 wird die Universität St. Gallen in die Kategorie der 400 bis 500 besten Universitäten der Welt eingestuft.
Die Universität Zürich wurde im Jahr 1833 nach langen Querelen im Zürcher Kantonsparlament zum neuen Unterrichtsgesetz desselben Jahres gegründet. Sie basiert allerdings auf Vorgänger-Institutionen (Fakultäten für Medizin, Jurisprudenz, Staatswesen, Naturgeschichte und Alte Sprachen) aus dem 16. resp. 17. Jahrhundert. Im Jahr 1866 immatrikulierte sich in Zürich mit Nadeschda Suslowa die erste Frau an einer Schweizer Universität. Die Universität wird insgesamt mit 12 Nobelpreisträgern, u. a. Wilhelm Conrad Röntgen, Theodor Mommsen oder Albert Einstein assoziiert. Sie zählt insgesamt 29'400 Studierende (Stand: 2021) und ist somit die grösste universitäre Hochschuleinrichtung des Landes.
Die Eidgenössische Technische Hochschule, kurz ETH Zürich, ist eine technisch-naturwissenschaftliche universitäre Hochschule in Zürich. Sie wurde 1855 als Eidgenössisches Polytechnikum gegründet und geniesst international höchstes Ansehen. So stehen mit der ETH 29 Nobelpreisträger in Verbindung, darunter auch Albert Einstein, Otto Stern oder Vladimir Prelog. Des Weiteren sind mit der Universität die beiden Fields-Medaillen-Preisträger Wendelin Werner und Alessio Figalli verbunden. Es studieren an der Universität rund 20'000 Studierende aus über 120 Ländern, womit die Hochschule zu den grössten universitären Einrichtungen des Landes gehört.

## Regionen
Die Deutschschweiz gestaltet sich traditionell als sehr unterschiedlich geprägter Raum, der durch verschiedene Zentren und kulturelle Gepflogenheiten jeweils anders politisch und gesellschaftlich gekennzeichnet ist.

### Nordwestschweiz

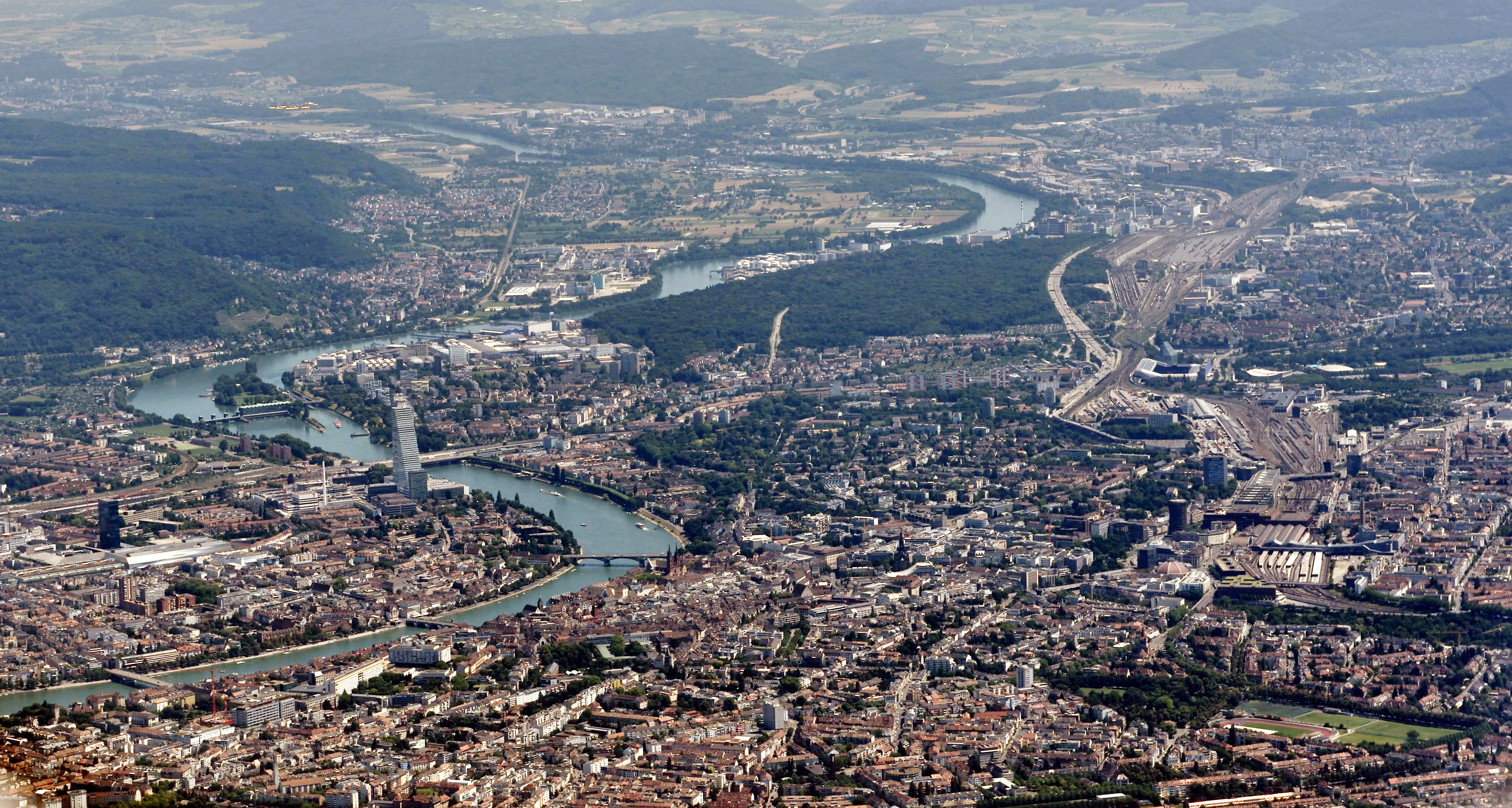
Basel und angrenzende Gemeinden am Rheinknie von nordwestlicher Perspektive

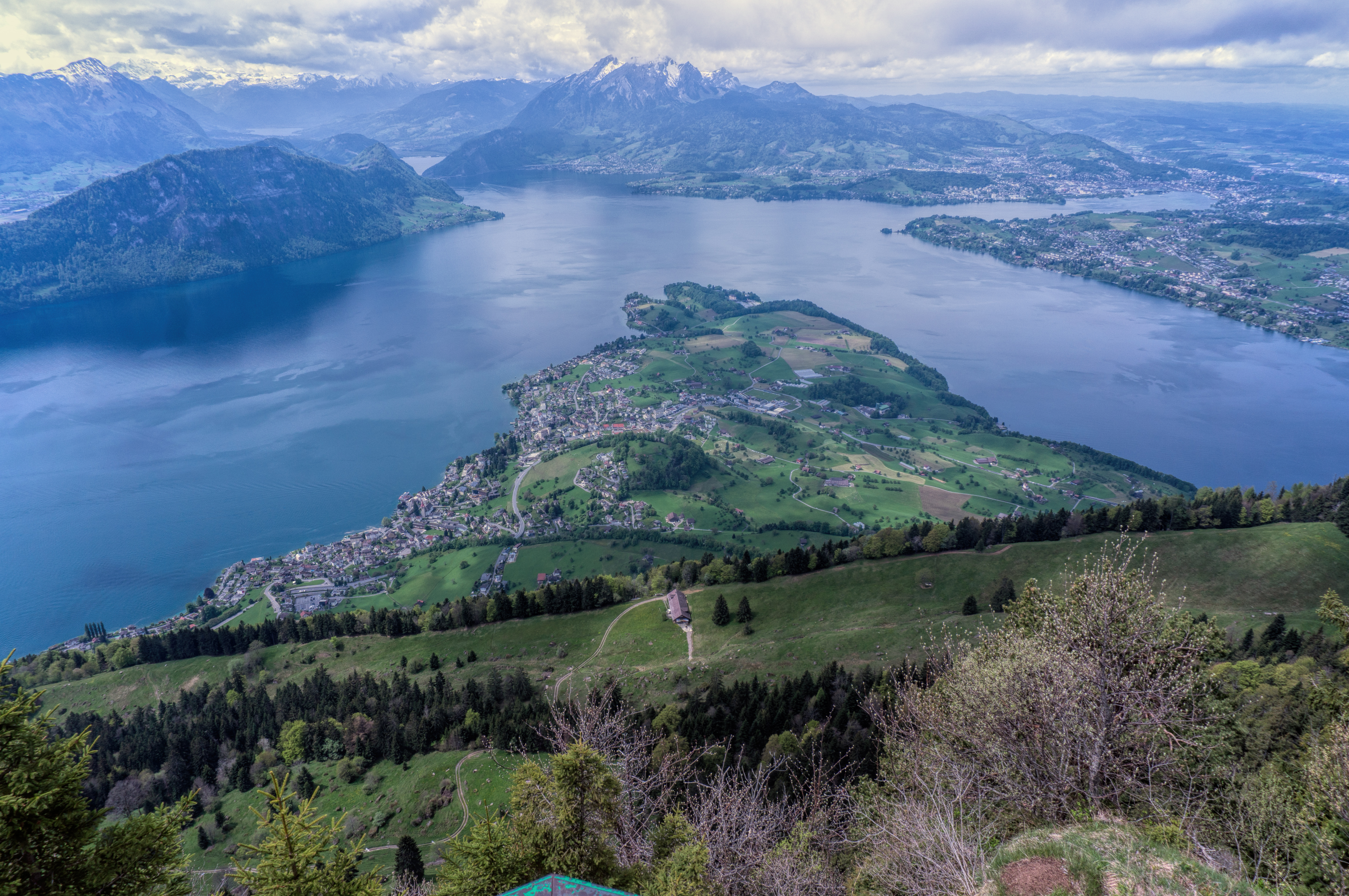
Vierwaldstättersee von der Rigi aus betrachtet

Der Wirtschaftsraum Nordwestschweiz besteht aus dem Grossraum Basel, umfasst also die Kantone Basel-Stadt, Basel-Landschaft sowie die Bezirke Laufenburg und Rheinfelden des Kantons Aargau und die Bezirke Dorneck und Thierstein des Kantons Solothurn. Das wirtschaftliche und gesellschaftliche Zentrum der Region stellt hier die Stadt Basel dar, in welcher sich unter anderem die Universität Basel, die älteste Universität der Schweiz (1460), das Kunstmuseum Basel, das grösste Kunstmuseum der Schweiz und der weltweite Sitz der Bank für Internationalen Zahlungsausgleich befinden. Zusätzlich wird die Stadt Basel auch zu den führenden Chemie- und Pharmazentren, mit dem Hauptsitz der beiden Grossfirmen Novartis und Hoffmann-La Roche, der Welt gerechnet.

### Zentralschweiz
Zur Zentralschweiz gehören die Kantone Luzern, Schwyz, Uri, Obwalden, Nidwalden und Zug. Das Wirtschafts- und Kulturzentrum des Landesteils stellt historisch die Stadt Luzern dar, wo sich beispielsweise der Sitz des Eidgenössischen Versicherungsgerichts und die im Jahr 2000 gegründete Universität Luzern befinden, aber auch das Kultur- und Kongresszentrum Luzern mit dem Lucerne Festival und das Verkehrshaus der Schweiz.

### Ostschweiz und Zürich
Die Ostschweiz umfasst die Kantone Schaffhausen, Thurgau, St. Gallen, Glarus, Appenzell Innerrhoden, Appenzell Ausserrhoden und die deutschsprachigen Teile des Kantons Graubünden. Obwohl der Raum Zürich meist kulturell nicht zur Ostschweiz gerechnet wird, stellt er doch dessen wirtschaftliches und gesellschaftliches Zentrum dar und bleibt somit stark mit der Region verflochten. In der Stadt St. Gallen befinden sich das Bundesverwaltungsgericht sowie die Universität St Gallen. Der Kanton Schaffhausen hingegen hat vor allem auch im Bereich der Uhrenindustrie hinter Genf, Biel und La Chaux-de-Fonds noch eine gewisse Bedeutung, während der Kanton Thurgau um die Bodenseeregion vor allem auch für seine Wein- und Apfelkultur bekannt ist.
Der Raum und die Stadt Zürich, die bevölkerungsreichste Stadt des Landes, zeichnen sich zusätzlich durch ein vielfältiges Kultur- und Bildungsangebot, wie auch durch einen sehr diversifizierten Wirtschaftsstandort aus. So befinden sich in der Stadt unter anderem die Universität Zürich, die ETH Zürich, der Hauptsitz der Schweizerischen Nationalbank, der Sitz der Schweizer Börse, der grösste nationale Flughafen im Vorort Kloten, der Hauptsitz der FIFA und das Kunsthaus Zürich.

### Espace Mittelland und Oberwallis

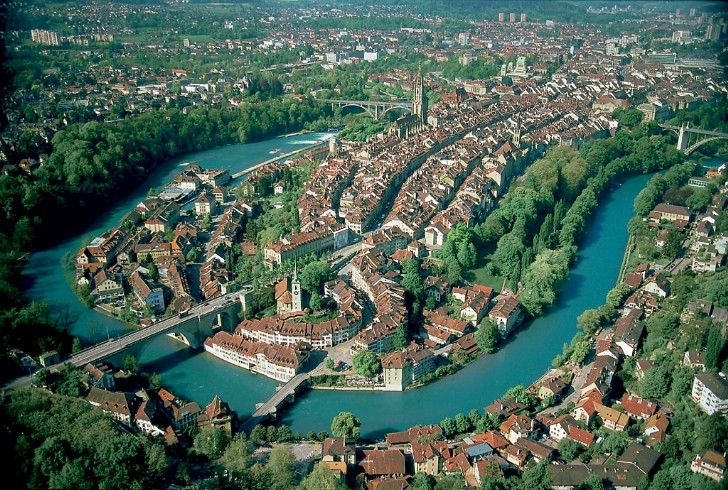
Aareschlaufe in Bern

Das Espace Mittelland setzt sich aus Teilgebieten der Kantone Freiburg und Solothurn sowie aus dem Kanton Bern zusammen. Das allgemeine Zentrum der Region bildet die Stadt Bern, mit den Nebenzentren Biel, Freiburg, Thun und Solothurn. Die Bundesstadt Bern zeichnet sich unter anderem durch die zahlreichen in der Stadt ansässigen eidgenössischen Departemente, das Bundeshaus, den Zweitsitz der Schweizerischen Nationalbank, die Universität Bern sowie das Zentrum Paul Klee und das Kunstmuseum Bern aus.
Der Kantonshauptort Freiburg hingegen beheimatet die zweisprachige Universität Freiburg, das Museum für Kunst und Geschichte sowie den Espace Jean-Tinguely–Niki-de-Saint-Phalle. Die Stadt Biel ist vor allem durch die ansässige Uhrenindustrie, Hauptsitz der Firma Swatch, geprägt und der Kantonshauptort Solothurn wird mit der St. Ursenkathedrale gemeinhin als schönste Barockstadt der Schweiz betrachtet, ist also für seine grösstenteils vollständig intakte Altstadt, vornehmlich im Stil des Barocks erbaut, berühmt.
Der deutschsprachige Teil des Kantons Wallis, das sogenannte Oberwallis, zeichnet sich dadurch aus, dass kulturell und wirtschaftlich sowohl zum deutschsprachigen Nachbarkanton Bern als auch zum unteren, französischsprachigen Kantonsgebiet und somit zur Romandie enge Beziehungen bestehen. Das wirtschaftliche und kulturelle Zentrum des alpin-geprägten Kantonsteils bilden die beiden Städte Brig und Visp.